# 추안
추안(鄒安, ?~?)은 고구려의 왕족으로 고구려의 제7대 왕 차대왕(東川王)의 아들이다.

## 생애
차대왕의 태자이다. 165년(차대왕 20) 명림답부에 의해 차대왕이 살해되고 신대왕이 왕위에 오르자, 궁궐을 빠져나가 몸을 숨겼다. 신대왕이 즉위 후, 대사면령을 내리자 신대왕을 찾아가 살려줄 것을 청하였다. 이에 신대왕은 그를 사면하고, 양국군에 봉했다. 그 이후 삶은 전해지지 않는다.